# Vic Black
Victor Laurence Black (Amarillo, 23 maggio 1988) è un giocatore di baseball statunitense, militante nella Can-Am League.

## Minor League
Black venne selezionato al primo giro del draft amatoriale del 2009 come 49ª scelta assoluta dai Pittsburgh Pirates. Iniziò lo stesso anno coi State College Spikes A- chiudendo con una vittoria e 2 sconfitte, 3,45 di ERA, una salvezza su 2 opportunità e 0,213 alla battuta contro di lui in 13 partite di cui 7 da partente (31.1 inning). Nel 2010 giocò con i West Virginia Power A, chiudendo con 9,64 di ERA e 0,176 alla battuta contro di lui in due partite tutte da partente (4,2 inning).
Nel 2011 giocò con due squadre, finendo con 3 vittorie e una sconfitta, 5,05 di ERA, una salvezza e 0,279 alla battuta contro di lui. Nel 2012 giocò con gli Altoona Curve AA finendo con 2 vittorie e 3 sconfitta, 1,65 di ERA, 13 salvezze su 16 opportunità e 0,189 alla battuta contro di lui in 51 partite (60,0 inning).
Nel 2013 giocò con gli Indianapolis Indians AAA finendo con 5 vittorie e 3 sconfitte, 2,51 di ERA, 17 salvezze su 22 opportunità e 0,169 alla battuta contro di lui in 38 partite (46,2 inning).

## Major League

### Pittsburgh Pirates (2013)
Debuttò nella MLB il 25 luglio 2013 contro i Washington Nationals, con i Pirates giocò solamente 3 partite chiudendo con 4,50 di ERA e 0,333 alla battuta contro di lui (4,0 inning), prima di esser ceduto ai New York Mets insieme all'interno Dilson Herrera in cambio del ricevitore John Buck e l'esterno Marlon Byrd.

### New York Mets (2013-2015)
Il 1º settembre venne promosso in prima squadra. Chiuse la stagione con 3 vittorie e nessuna sconfitta, 3,46 di ERA, una salvezza su 2 opportunità e 0,224 alla battuta contro di lui in 15 partite (13,0 inning).
Il 26 marzo venne opzionato nelle Minor League coi Las Vegas 51s.

### Can-Am League (2018-)
Il 6 marzo 2018, Black firmò con i New Jersey Jackals della Can-Am League.

## Stili di lancio
Black attualmente effettua 3 tipi di lanci:
- prevalentemente una fourseam fastball (96 miglia orarie di media) e una curve (82 mph di media),
- raramente una sinker (93 mph di media).

## Vittorie
Nessuna

## Premi
- MiLB Organization All-Star (2012)
- Mid-Season All-Star della Eastern League (2012)
- Rising Stars della Arizona Fall League (2012).

## Numeri di maglia indossati
- nº 68 con i Pittsburgh Pirates (2013)
- nº 38 con i New York Mets (2013).